# Holden HJ

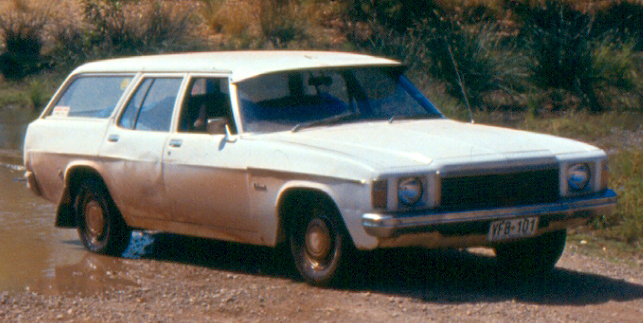
Holden HJ Belmont Wagon

Der Holden HJ wurde in den Jahren 1974 bis 1976 von der australischen GM-Division Holden gefertigt. Es gab ihn als
- Modell Belmont,
- Modell Kingswood,
- Modell Premier,
- Modell Statesman,
- Modell Monaro
- Modell Panel Van und
- Modell Utility.

## Motoren
Es standen 2,8-Liter- und 3,3-Liter-Reihensechszylindermotoren sowie 4,2-Liter- und 5,0-Liter-V8-Motoren zur Verfügung. Die beiden Monaro GTS-Modelle wurden nur mit den Achtzylinder-Motoren angeboten.

## Produktion
Der Holden HJ wurde im Juli 1976 durch die Holden-HX-Serie ersetzt, die insgesamt 176.202 Fahrzeuge produziert hat.